# Хольцендорф, Джордж

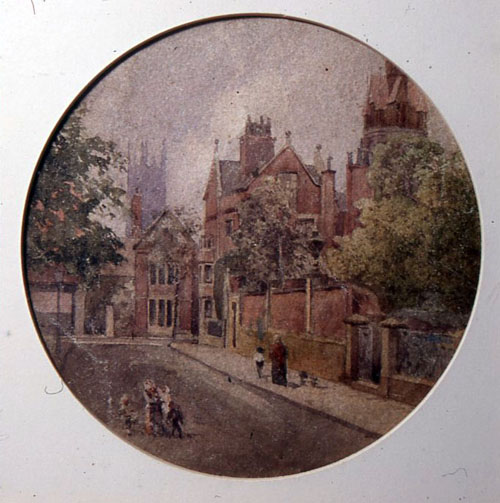
Beckett Street (Беккет-стрит), набросок Хольцендорфа, изображающий Музей и художественную галерею Дерби примерно в 1882 году

Граф Джордж Хольцендорф (англ. Georg Holtzendorff, 1880—1944) — саксонский художник-специалист по пейзажам, статуэткам и путто, эмигрировавший в Англию из-за франко-прусской войны.
Джордж работал на Royal Crown Derby, где рисовал наброски, изображающие виды Дербишира (для последующего переноса на фарфор).
Его главной работой стало украшение «Гладстонского десертного сервиза» (Gladstone Dessert Service), презентованного Working Men’s Club and Institute Union премьер-министру Великобритании Уильяму Гладстоуну в 1883 году. Единственный сохранившийся акварельный набросок Хольцендорфа для этого сервиза (1882 год) изображает Беккет-стрит с Музеем и художественной галереей Дерби.